# IC 4271-2
IC 4271-2 — галактика типу C (компактна галактика) у сузір'ї Гончі Пси.
Цей об'єкт міститься в оригінальній редакції індексного каталогу.